# Раків Ліс
Раків Ліс — село в Україні, у Камінь-Каширській громаді Камінь-Каширського району Волинської області. Населення становить 3765 осіб. День села святкується 10 листопада.
Село розташоване в північно-західній частині регіону, за 4 кілометри від райцентру м. Каменя-Каширського і за 125 кіломерів від обласного центру Волині м. Луцька. Межує з містом Камінь-Каширським та селами Підріччя, Нуйно, Підцир'я, Залазько, Краснилівка, Бузаки.

## Легенда
Назва села Раків Ліс походить від озер, які знаходяться в лісі, і в яких водилося, і зараз водиться, багато раків. Маргарита Малиновська в романі «Гримучі озера» писала: «Озеро шкірилося очеретяними ножами, кублилося водоростями, перепиняло корчами. То був Раків Ліс. Чорні стада раків копошилися в мулі лісового озера, позабивалися під слизькі корчі, прилипли до глухого дна. Було тут раків так багато, як у тюрмі в'язнів. Стада раків ніби у передчутті лиха ховалися у темній пущі від світу, і їхній інстинкт тішив, що ніхто сюди не забреде. Вони заплющували очі і думали, що їх теж ніхто не бачить. Але поголос про велике ракове військо у неприступній глухомані так розійшовся по світах, що і пуща тут називалася Раків Ліс, і озеро було Раків Ліс, і найближче село охрестили Раковим-лісом». Наданий час щонайближчим озером є озеро Святе (на шляху до нього є ще забуте Мачулине https://www.google.com.ua/maps/@51.6020261,24.84814,1470m/data=!3m1!1e3?hl=uk), а ліс простягається тільки на південний захід в напрямку села Підріччя, в інші сторони на кілометрі розорені поля.
Село Раків Ліс складається з двох частин: старої і нової — Довгої Ниви, яке раніше було окремим селом, в кінці якого є ще Козиця, чи то хутір, чи то урочище, а назва походить від вулиці у напрямку села Підріччя. Старе село складається з урочищ: Польське, Болотенське, Заромання, Горбахи, Заріччя, Вила, Волочиське, Пошнурки, Діброва, Євдощин хутір, Водокачка, Матка Боска, Криниця, Тулове, Зимник, Панське, Озерце, Поповий хутір, Звіринець, Рови.
Недалеко від села, в лісі, в досить неприступних місцях і сьогодні є два озера — Святе і Добре, де були ті самі раки описані Маргаритою Малиновською в романі «Гримучі озера».
Перша згадка про село датується 1665 роком.
Тоді воно належало графу Красицькому, пізніше стало власністю дворянина Едмунда Орди. Польський поміщик крім нашого села володів ще двома фільварками в с. Підріччя і с. Залазько. Так як поляк мав багато боргів, то помістя шляхом конкурсу продали дружині полковника Анні Орді. Про це згадується в книзі М. І. Теодоровича «Волынь в описании городов местечек и сел».
У давні часи мешканці села Раків Ліс займалися землеробством. Вирощували в основному жито. Зерно мололи на кам'яних зернотертках, а пізніше в жорнах, які були значно продуктивніші. Значну роль відігравало скотарство — розведення великої рогатої худоби і свиней. Але полювання, рибальство, збирання меду, ягід, горіхів все ще велике місце займало у житті наших предків.
З часом в селі розвинулось ремесло, працювали шевці і теслярі. Досі збереглися дерев'яні ткацькі верстати на яких ткали полотно. Тож не дивно що багато людей в селі сьогодні мають прізвище Ткач також Швець, Шевчик.

## Значні події для села
Значними подіями для села в XIX-ХХ столітті були побудова школи і Дому людового. Школа була побудована в 1817 році, в ній навчалися діти заможних селян. Освіту здобували трьохкласну. Директором школи був Отто Малєц, вчителем — пан Афанасій, а також вчителі Ролєнцова і Кошельковська.
За роки панської Польщі в селі у 1936 році за кошти людей був побудований Дім людовий. Селяни всієї гміни здавали по 10 грошей на його будівництво. У цьому домі проводилося сходи селян, танці, пізніше він використовувався як шкільне приміщення. У фундаменті Дому людового замуровані документи про його будівництво.
Події Першої Світової війни не обійшли стороною Раків Ліс. У ході боїв була спалена дерев'яна церква, яка була побудована в 1783 році. Нову церкву побудували в 1914 році. Вона збереглася і до сьогодні, ставши духовним осередком села. З 1960 р. церква була закрита тодішньою владою. В 1984 році знову було відбудовано і відкрито. Буревій у 1997 році пошкодив основний купол, церкву було відреставровано. Пізніше було відновлено старий вигляд основного купола, і вкрито його «позолотою». В даний час ведеться будівництво каплиці на землях, відведених під нове кладовище.

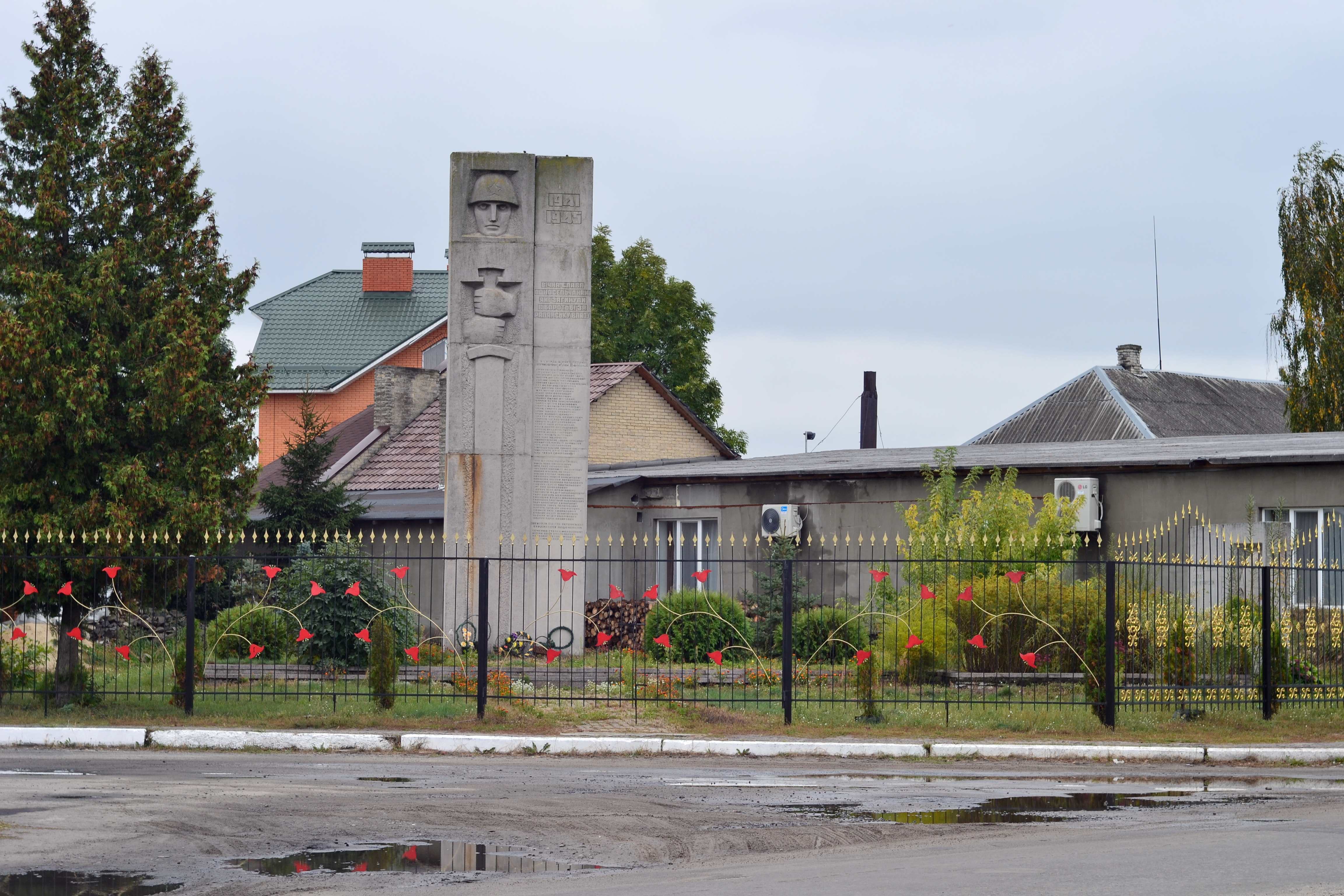
Пам'ятник землякам

Друга світова війна принесла багато горя раківлісцям. У квітні 1942 року декілька десятків молодих жителів села було вивезено на роботу у Німеччину. На сьогоднішній день, одинадцять чоловік, колишніх остарбайтерів, проживає у селі. Досліджуючи невільниче життя цих людей, їхнє поневіряння на чужині, можна сказати, що німецька влада перетворила працьовитих українців на рабів, використовуючи їхню працю в сільському господарстві, на заводах і фабриках нацистського Рейху. І хоча за роки незалежної України вони отримували грошову компенсацію від Німеччини, ніхто не поверне їм втраченого здоров'я, і ніколи вони не забудуть тих мук і страждань, яких зазнали далеко від України. З 1944 р. на фронтах Німецько-радянської війни воювали і були нагороджені орденами і медалями багато людей. Не повернулося додому 56 наших односельців. У роки війни, і після неї, в лісах неподалік села діяли боївки УПА під керівництвом Кухтея Самостійника. У селі в даний час проживають репресовані члени УПА. В центрі села розміщений обеліск слави, на якому викарбувані імена загиблих синів Ракового Лісу.
Трагічним днем для села був 23 червня 1997 р., коли над селом пронісся ураган, який приніс багато руйнувань, одна людина загинула. Після лиха село відвідав Президент України Леонід Данилович Кучма, який розпорядився побудувати нову триповерхову школу і два будинки для жителів села — пенсіонерок, що і було зроблено в найкоротші терміни.
Сьогодні діти мають змогу навчатися в гарній, новозбудованій школі, яка є однією з найкращих не тільки в районі, а й у області. У школі навчаються 530 учнів (станом на 2018р), педагогічний колектив очолює Кузьмич Олександр Павлович. Учні здобувають багато призових місць на районних і обласних предметних олімпіадах, перемагають на спортивних змаганнях. Школа є культурним і спортивним центром села, в ній із задоволенням проводять своє дозвілля діти і дорослі.

## Населення
Згідно з переписом УРСР 1989 року чисельність наявного населення села становила 2599 осіб, з яких 1287 чоловіків та 1312 жінок.
За переписом населення України 2001 року в селі мешкали 3072 особи.

### Мова
Розподіл населення за рідною мовою за даними перепису 2001 року:
| Мова       | Відсоток |
| ---------- | -------- |
| українська | 99,55 %  |
| російська  | 0,29 %   |
| білоруська | 0,13 %   |
| польська   | 0,03 %   |

## Конфесії
У селі є шість релігійних громад. І з них:
- Церква Благовіщення Пресвятої Богородиці (ПЦУ)
- Церква Святих мучениць Віри, Надії, Любові та матері їх Софії (УПЦ)
- Храм-Каплиця Воскресіння Христового (на новому кладовищі)
- Дім Молитви Євангельських Християн-Баптистів
- Дім Молитви Християн-Адвентистів сьомого дня
- Дім Молитви Християн Віри Євангельської

## Видатні постаті села
- Устимюк Анатолій Іванович (Устимук) — молодший сержант Збройних сил України, учасник російсько-української війни.
- Карпік Олег Валентинович (1974–2022) – солдат Збройних Сил України, старший стрілець механізованого взводу. Загинув 6-го липня 2022 року у селі Берестове на Донеччині під час ворожого обстрілу. Поховано 13 липня 2022 року на новому кладовищі села Раків Ліс.
- Зеленко Петро Іванович (1972-2023) – солдат Збройних Сил України, учасник російсько-української війни. Загинув 31 жовтня 2023 р. в Харківській області. Похований 5 листопада 2023 року на новому кладовищі села Раків Ліс.
- Малашевський Володимир Володимирович (1973-2023) – солдат Збройних Сил України, учасник російсько-української війни. Помер 22 грудня 2023 р. під час лікування у Волинській обласній клінічній лікарні. Похований 23 грудня 2023 року на новому кладовищі села Раків Ліс.
- Гальом Сергій Якович (1975-2024) – солдат Збройних Сил України, учасник російсько-української війни. Життя обірвалося передчасно 17 лютого 2024 року у Донецькій області. Похований 20 лютого 2024 року на новому кладовищі села Раків Ліс.
- Ткач Андрій Степанович (1975-2024)  – солдат Збройних Сил України, учасник російсько-української війни. Життя обірвалося трагічно 3 липня 2024 року у Донецькій області. Похований 6 липня 2024 року на новому кладовищі села Раків Ліс.
- Рабий Дмитро Володимирович (1992-2024)  – солдат Збройних Сил України, учасник російсько-української війни. Життя обірвалося трагічно 25 серпня 2024 року у Донецькій області. Похований 31 серпня 2024 року на новому кладовищі села Раків Ліс.
- Карпік Валентин Петрович (1998-2025)  – солдат Збройних Сил України, учасник російсько-української війни. Життя обірвалося трагічно 20 лютого 2025 року у Донецькій області. Похований 28 лютого 2025 року на новому кладовищі села Раків Ліс.

Село Раків Ліс славиться своїми працьовитими людьми. Відомими і авторитетними людьми села є знані в районі і області педагоги школи: Кузьмич О. В., Борсук В. М., Васковець В. Й.. Гордяться раківлісці своїм земляком, головою районної адміністрації Сусом Віктором Івановичем, який є частим гостем школярів, односельчан; чим може допомагає своїм землякам. З вдячністю згадують колишнього директора школи Лесніка Василя Івановича.
Вихідці із села працюють у найрізноманітніших сферах. Багато з них обрало професію лікаря, серед них Ткач Наталія Федорівна і Ткач Галина Федорівна, Сус Наталія Леонтіївна, Конік Богдан Миколайович (в 2013 році захистив кандидатську дисертацію з спеціальності «Хірургія»), Склезь Аркадій Вікторович, Крам Валентина, Ющик Микола Никанорович, Карпік Тетяна Володимирівна, Зиблюк Леся Олексіївна, Козік Людмила Іванівна, Гузь Валерій Адамович і Гузь Наталія Адамівна, Муц Віталій Олександрович. Економістами і фінансистами працюють Хаймик Валентина Василівна, Тютюх Людмила Адамівна, Ніщик Олена, Рудчик Галина, Пилипчук Юрій. Багаторічним керівником банку «Україна» працював Крам Іван Йосипович. Професію юриста обрали: Сус Тетяна, Каденчук Ірина, Борсук Наталія, Крам Аліна та Олександр, Хаймик Ірина, Шептур Тетяна.
Відомою постаттю в селі, яка прославилася своїм милосердям, і про яку знають навіть у Ізраїлі, є Карпік Степан Олексійович, який в роки нацистської окупації протягом 11 місяців переховував у своєму підвалі єврейську родину Гольштейнів. Ця родина вижила і у наш вдячні євреї нагородили Карпіка Степана сертифікатом пошани і медалями. Його ім'я викарбуване в Яд Вашемі — меморіальному комплексі історії Голокосту в Єрусалимі. В 1995 році Гольштейни запросили його в Ізраїль погостювати.
Інший відомий односельчанин Денисюк Володимир Якович, який закінчив Московський університет імені Ломоносова, захистив кандидатську дисертацію, є кандидатом фізико-математичних наук, працює в Москві в космічній галузі, допомагає запускати в космос супутники і космічні кораблі.
Актуальні, захоплюючі статті в газеті «Україна молода», на сайті інтернет-видання «Волинська правда» виходять з-під пера нашої землячки, заслуженого журналіста України Ніни Вікторівни Романюк.
Доля закинула в м. Петропавлівськ-Камчатський Мися Миколу Даниловича, де він працював капітаном-директором великого риболовного траулера.
Є у нас земляки які обрали фах військового. Бігун Володимир Петрович — полковник зв'язку, служить у столиці Білорусі Мінську.
Викладачем Київського національного економічного університету є Сацик Володомир Іванович. На сьогодні він навчає студентів менеджменту і економіки; здобув звання кандидата економічних наук.
Багато праці і сил віддали наші земляки працюючи в колгоспі «Перше Травня». Не покладаючи рук, вирощували зернові, льон, картоплю. Прославилися в праці Шпірук Федір Адамович, Ткач Федір Олександрович, Ткач Ярина Андронівна, Муц Яків Степанович, Муц Ніна Михайлівна, Ніщик Ганна Тимофіївна, Карпік Єва Арсентіївна, Сус Сергій Петрович. За свою доблесну працю вони нагороджені орденами і медалями.
Відомим народним цілителем в селі була Ткач Параска Назарівна. Лікувала вона переломи, вивихи, зміщення дисків. Її умілі руки полегшили страждання тисячам людей, які їхали до неї звідусіль, навіть з Києва. Сьогодні її немає в живих, але свої знання вона передала своїй дочці Ярині.
Шанують односельчани свого земляка Митчика Сергія, будівельника-підприємця в м. Києві, який надає роботу і заробіток багатьом раківлісцям.
В Києві 1 вересня 2019 року священником Православної Церкви України (ПЦУ) став наш земляк отець Сергій Митчик. На даний час він служить в одній з церков у Київській області.
У селі шанують селяни свого раківлісця Приймака Леоніда Миколайовича, приватного підприємця в м. Камінь-Каширському, який доставляє щебінь для будівництва.
У селі письменник Вадим Карпік пише повісті, фантастичні романи та дитячі казки. Правда, не прості, а про комп'ютерні технології. На сьогодні в доробку автора — три власні книги: «Крез», «Останній арій» і «Іриска», видані у луцьких видавництвах «Твердиня» та «Терен».

## Сучасний стан
Село Раків Ліс на сьогоднішній день — це найбільше село на Волині. Будинки добротні і охайні. Тут проживає 3765 осіб, в тому числі 438 дітей дошкільного віку, 500 школярів, 432 пенсіонери, понад 2 тисячі працездатного віку. У селі нараховується майже тисяча господарських дворів.
Площа сільськогосподарських угідь на балансі сільської ради 2908 га, лісу — 1898 га.
На території населеного пункту функціонує 12 торгових точок, 2 кафе, ресторан, зареєстрували свою діяльність 127 фізичних і юридичних осіб. Надають в селі послуги перукарня, сільська бібліотека діють дитячий дошкільний заклад «Колосок» на 90 місць (а виховується 122 дитини), лісництво держспецлісгоспу, фельшерсько-акушерний пункт.
У селі мирно співіснують 5 релігійні конфесії: парафіяни церкви Благовіщення Пресвятої Богородиці, прихожани церкви святих мучениць Віри, Надії, Любові та матері їх Софії, християни віри євангельської, євангелійські християни баптисти, адвентисти сьомого дня. Всі вони мають молитовні будинки, де відправляють релігійні обряди.
2014—2019 рр. — в Церкві Благовіщення Пресвятої Богородиці служив священник протоієрей Ростислав Сіжук клірик церкви.
10 листопада 2014 р. — селяни відзначали 100-річчя Храму Благовіщення Пресвятої Богородиці, на день села.
У селі Раків Ліс створено дитячий будинок сімейного типу. Слід зазначити, що дитячий будинок сімейного типу створено на базі власного житла батьків-вихователів Олега Івановича та Інни Сергіївни Сусів.
До створення дитячого будинку сімейного типу подружжя мало досвід виховання дітей-сиріт та дітей, позбавлених батьківського піклування, у статусі прийомної сім'ї. Нині Олег та Інна Суси, окрім двох рідніх повнолітніх дітей, виховують ще 6 дітей-сиріт та дітей, позбавлених батьківського піклування.
16 січня 2017 року працівники Камінь-Каширського районного центру соціальних служб для сім'ї, дітей та молоді відвідали дану сім'ю, надали комплекс необхідних соціальних послуг. Надалі фахівцями центру проводитиметься соціальне супроводження дитячого будинку сімейного типу.
В квітні 2016 року, в селі Раків Ліс, була запущена волоконно-оптична лінії зв'язку (ВОЛЗ) для швидкісного доступу до мережі Інтернет. Мережа є структурною одиницею глобальної мережі UARNet (http://www.uar.net/, http://bit.uar.net/)
З 30 липня по 1 серпня 2017 р. — у селі Раків Ліс в урочищі «Рови» вперше проходив дитячий православний табір «Стежинка Любові».
16 травня 2018 року в соціальній мережі Instagram була створена сторінка Раків Ліс по-англійськи rakiv_lis.
16 травня 2018 року в соціальній мережі Facebook була створена сторінка Громада Раків—Ліс, по англійські @gromadarakivlis
З 2 по 6 липня 2018 року Церква ЄХБ села Раків Ліс 14-й раз організувала дитячий християнський табір. А потім з 9 по 13 липня організували підлітковий християнський табір. Організатором табору був Ростислав Сельвесюк. Учасник підліткового табору Володимир Приймак зняв 2 частини відео на ютубі яке перше вийшло 14 липня 2018 року під назвою «Підлітковий табір 2018 с. Раків Ліс» про те як проводили час на підлітковому таборі. А друге вийшло 2 серпня 2018 року.
14 липня 2018 року в відеохостингової компанії Youtube був створений канал Раків Ліс.
24 липня 2018 стартувала спільнота в менеджері Viber " Громада Раків Ліс " (посилання: https://invite.viber.com/?g2=AQBbrYfWxZMbbEgy%2FCAFq%2Fb4mN98Zr1mPk2BomYEvLWBw%2FtCP%2FX%2FOta8kaxXpYLn)
13 серпня 2018 р. — для односельчан стартувала група в соцмережі Facebook «Громада Раків Ліс» (https://www.facebook.com/gromadarakivlis)
17 лютого 2019 р. — Церква Благовіщення Пресвятої Богородиці перейшла до Православної Церкви України.
18 лютого-22 березня 2019 р. — Храм Благовіщення Пресвятої Богородиці був закритим та опечатаним.
17 березня 2019 р. — боротьба за церкву, між вірянами ПЦУ та прихильниками УПЦ МП.
24 березня 2019 р. — перша служба на рідній українській мові, в Храмі Благовіщення Пресвятої Богородиці.
10 листопада 2019 р. — храмове свято, 105-річчя Храму Благовіщення Пресвятої Богородиці. Вперше українською мовою. На чолі з Митрополитом Луцьким і Волинським Михаїлом.
Влітку 2020 році було збудовано другу православну церкву. Церква святих мучениць Віри, Надії, Любові та матері їх Софії. Настоятелем цієї церкви став протоієрей Ростислав Сіжук.
1 вересня 2020 р. - ЗОШ I-III ступенів, перейменували в ОЗЗСО "Раково-Ліський ліцей".
У 2020 році було створено Раково-Ліський старостинський округ. До округу входить два населених пунктів (Раків Ліс, Підріччя). Старостою округу було обрано Півень Інну Юріївну.
З 2021 року почало діяти нове кладовище, там де знаходиться православна капличка. За рік поховано вже пару покійних, але ремонт каплички ще досі триває.
Жителі села мають у своїй власності багато легкових автомобілів, 24 вантажних, 60 тракторів, 12 комбайнів, 798 коней і 575 корів.